# Abdij Koningshoeven
De Abdij Onze Lieve Vrouw van Koningshoeven is een klooster van de trappisten in Berkel-Enschot in de Nederlandse provincie Noord-Brabant.

## Het begin
In 1880 was de situatie voor de kloosterorden in Frankrijk allesbehalve florissant. De monniken van de abdij Sainte-Marie-du-Mont op de Katsberg in Noord-Frankrijk vreesden dat zij verdreven zouden worden en zochten daarom naar een toevluchtsoord in het buitenland. De abt Dominique Lacaes zond pater Sébastien Wyart, oud-officier van de Pauselijke Zoeaven, naar Nederland waar hij vele strijdmakkers kende. Door bemiddeling van zijn oud-luitenant Antoine Arts en van de superior van de Fraters van Tilburg, pater De Beer, leerde hij de fabrikant Caspar Houben kennen, eigenaar van De Schaapskooi, drie hoeven die de toenmalige kroonprins, de latere koning Willem II, had laten bouwen in 1834 in de gemeente Berkel-Enschot ten oosten van Tilburg. Houben stond de drie hoeven in bruikleen af, die zo goed mogelijk tot een primitief kloostertje werden ingericht. Dom Lacaes wilde oorspronkelijk geen klooster stichten, maar op aandringen van pater Wyart, die hij intussen tot zijn prior had benoemd, ging hij daartoe toch op 5 maart 1881 over.
In de beginjaren was armoe troef in De Schaapskooi. Zonder de hulp van de fraters zou er van de nieuwe stichting niet veel terecht zijn gekomen. Een van de latere oversten, dom Nivardus Schweykart, breidde de boerderij uit, maar ook dat bracht geen soelaas. Als brouwerszoon uit München besloot hij een brouwerij te stichten. Het resultaat was dat de financiële toestand verbeterde en ook het aantal kloosterlingen toenam. In 1890 werd een nieuwe overste aangesteld, dom Willibrordus Verbruggen. Hij had grote verdiensten voor de abdij, maar zou het klooster ook aan de rand van de afgrond brengen. Allereerst voldeed hij in 1891 de nog uitstaande schuld van f. 9000.- aan Caspar Houben. In hetzelfde jaar werd het klooster tot abdij verheven en aan het einde van dat jaar telde de nieuwe abdij zevenenvijftig personen. Ook begon men met de bouw van de nieuwe abdij, kerk en klooster. De oude Schaapskooi werd gesloopt en de naam ging over op de brouwerij. Deze bestaat thans nog steeds, het bier wordt verkocht onder de naam La Trappe.

## 20e eeuw
Een volgende financiële klip was de stichting van twee toevluchtshuizen in verband met de nog steeds hachelijke situatie in Frankrijk. In 1900 ontstond Abdij Maria Toevlucht te Zundert, in 1902 Charneux in de provincie Luik, dat al in 1909 weer werd opgeheven. Alle bezittingen van Koningshoeven, Zundert en Charneux stonden op naam van de abt. In 1909 leidde dit tot een penibele situatie, toen hij weigerde in te stemmen met de overdracht van de goederen. Rome gaf daarop de abt van de Katsberg de opdracht om hem mede te delen dat hij van de abbatiale waardigheid was ontheven. Daar was hij het niet mee eens, waardoor de monniken van de drie kloosters tijdelijk hun huizen moesten verlaten. Later werd een nieuwe abt benoemd, de prior van Scourmont in België, pater Simon Dubuisson. Dom Willibrordus werd overgeplaatst naar een Italiaans klooster, waar hij uiteindelijk overleed. Pater Simon had onder meer tot taak om de grote schulden die dom Willibrordus had achtergelaten af te lossen. In de orde was dom Simon zeer gezien en meermalen werd hem door het generaal kapittel verzocht om in kloosters over de gehele wereld problemen op te lossen.
In 1931 werd het vijftigjarig jubileum van de abdij gevierd, in 1937 werd te Berkel-Enschot het trappistinnenklooster Koningsoord (het enige in Nederland) gesticht. In 1942 werden de van afkomst joodse monniken Ignatius, Linus en Nivardus Löb (ook wel gespeld Loeb) naar Auschwitz gevoerd. Daar werden paters Ignatius en Linus in september 1942 tezamen met Poolse en Oekraïense Grieks-katholieke priesters door het vuurpeloton gedood, omdat zij de biecht hadden gehoord van katholieke medegevangenen. Volgens een kampgetuige sprak pater Ignatius vlak voor het lossen van de schoten door de nazi-bewakers: "Voor het noviciaat van Koningshoeven!". Hun zusters, de trappistinnen Hedwigis en Maria-Theresia, werden al in augustus 1942 om het leven gebracht, waarschijnlijk tezamen met karmelietes Zuster Teresa Benedicta van het Kruis (Edith Stein) met wie zij afgevoerd waren naar kamp Westerbork.
Abt dom Simon stierf op 11 februari 1945. Voor het eerst werd in Koningshoeven een nieuwe abt gekozen; de voorafgaande waren allen benoemd. De keus viel op Willibrord van Dijk, de eerste Nederlandse overste. Hij had het moeilijk met de vernieuwingen in het kloosterleven. Terwijl men voor zijn voorganger vooral beducht was, maakte hij zich bij zijn talrijke medebroeders bemind, zonder de regeltucht te laten verslappen. Tijdens zijn abbatiaat kwam de abdij in het bezit van de kruiswegstaties van Albert Servaes. In Rawaseneng op Java werd in 1953 een klooster gesticht, in 1956 een ander in Kenia. In 1966 vroeg dom Willibrord ontslag wegens gezondheidsredenen. Omdat de communiteit de verkiezing van een nieuwe abt nog niet opportuun achtte, werd een voorlopige overste gekozen, pater Cyprianus van de Bogaard, afkomstig uit Tilburg. Hij werd in 1969 tot vierde abt van Koningshoeven gekozen. Hij wist de abdij dichter bij de regio te brengen. In 1981 werd het eeuwfeest uitbundig gevierd. Onder zijn bestuur werd het landbouwbedrijf afgestoten. In 1989 trad dom Cyprianus af en nam zijn plaats in de communiteit en het koor weer in. Ook nu wilde de (intussen sterk geslonken) communiteit liever een voorlopige overste en dat werd pater Korneel Vermeiren, monnik van de abdij te Zundert. Een half jaar later werd hij tot abt gekozen.

## 21e eeuw
In de loop van de jaren 2004-2005 werd de abdijkerk grondig gerenoveerd. De communiteit bestond in november 2005 nog uit zestien monniken. Toen dom Korneel in 2005 terugtrad, werd de 37-jarige Bernardus Peeters tot nieuwe abt gekozen. Peeters werd in februari 2022 verkozen tot generaal-abt van de orde en is in Rome op het generalaat gaan wonen en werken.
Zijn opvolger Isaac Majoor, die op 1 april 2022 verkozen werd, heeft een nieuw beleid uitgestippeld waarin meer aandacht is voor het monastieke en sobere leven. Zo heeft hij een streep gezet door de jaarlijkse manifestatie Koningshoevenontmoeting waar managers uit bedrijfsleven en overheid elkaar ontmoetten. Ook wil hij de bedrijfsvoering van de brouwerij, die is uitbesteed aan Royal Swinkels, aanpassen aan verduurzaming van de bierproductie en een sociaal personeelsbeleid.

## Abten van Koningshoeven
- Willibrordus Verbruggen, 1890 - 1909
- Simon Dubuisson, 1909 - 1945;
- Willibrord van Dijk, 1945 - 1966;
- Cyprianus van de Bogaard, 1966 - 1989;
- Korneel Vermeiren, 1989 - 2005;
- Bernardus Peeters, 2005 - 2022;
- Isaac Majoor, 2022 - heden.[5]